# José Sarney
Pour les articles homonymes, voir Ferreira.
José Sarney, né le 24 avril 1930 à Pinheiro (Maranhão, Brésil), est un homme d'État brésilien. Il est vice-président (1985) puis président (1985-1990) de la république fédérative du Brésil.

## Biographie

### Situation personnelle
José Ferreira de Araújo Costa est le fils de l'homme politique Sarney de Araújo Costa et de Kiola Ferreira. En 1965, il adopte légalement le nom de José Sarney de Araújo Costa, qu'il utilisait déjà en politique depuis 1958. Il est le père du député José Sarney Filho, de la sénatrice et gouverneure de l'État du Maranhão Roseana Sarney, et de l'homme d'affaires Fernando Sarney.

### Parcours politique

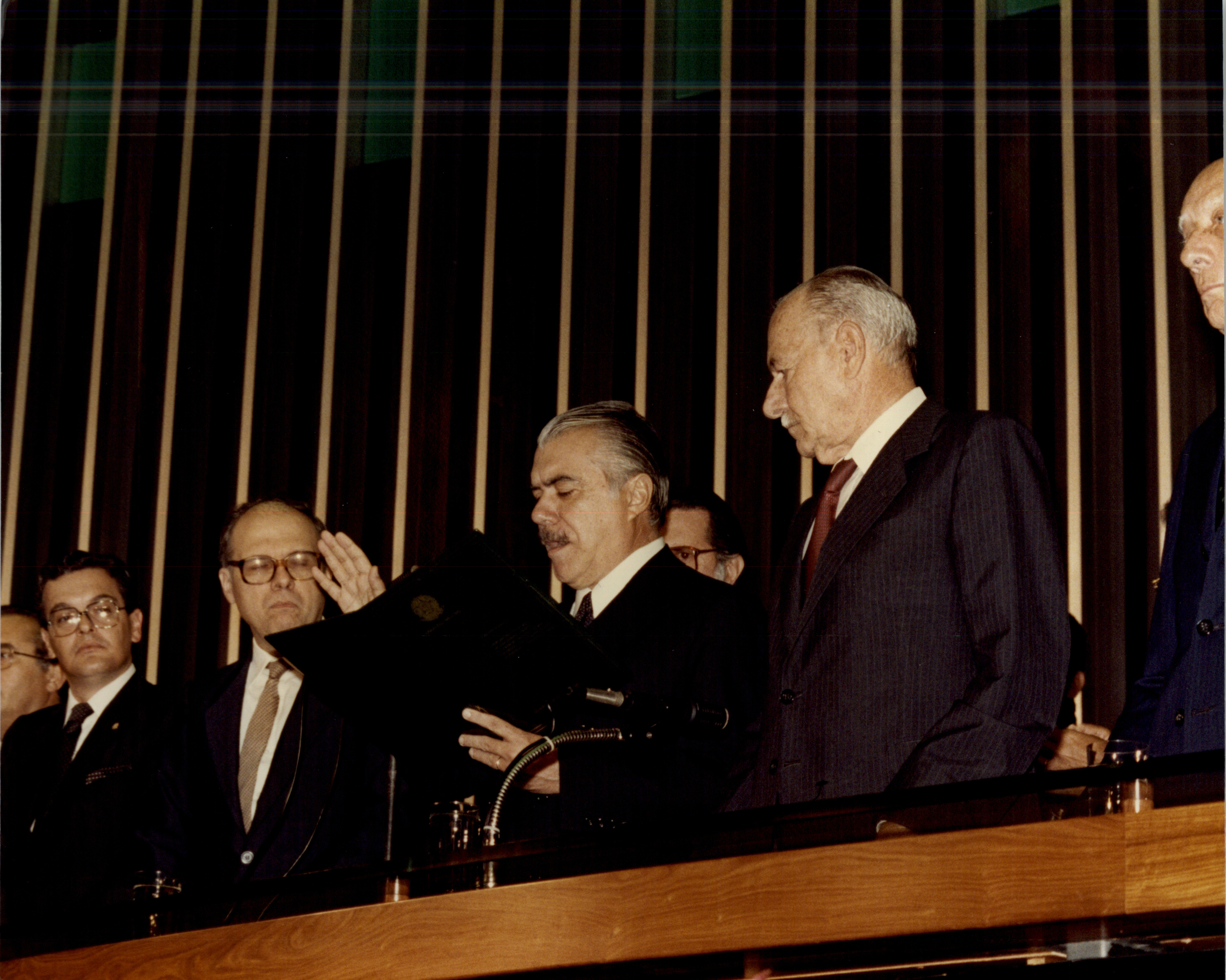
José Sarney prêtant serment le 21 avril 1985.

Il devient président de la république fédérative du Brésil après que le président élu Tancredo Neves fut tombé malade (il fut opéré d'urgence le 14 mars 1985, quelques heures avant son investiture prévue, mais ne mourut qu'en avril 1985 des complications de sa maladie). À l'origine, Sarney devait être le vice-président de la République, qui revenait à la démocratie pour la première fois depuis 1964 et le début du régime militaire. Pour éviter une vacance du poste présidentiel, prévue par la Constitution, Sarney prête serment le 15 mars, dans l'optique d'assurer ce qu'on pense alors être un intérim d'une semaine environ. Le décès de Neves en décidera autrement. Les trois principaux problèmes du Brésil sont alors la pauvreté urbaine, une inflation élevée, et une énorme dette extérieure.

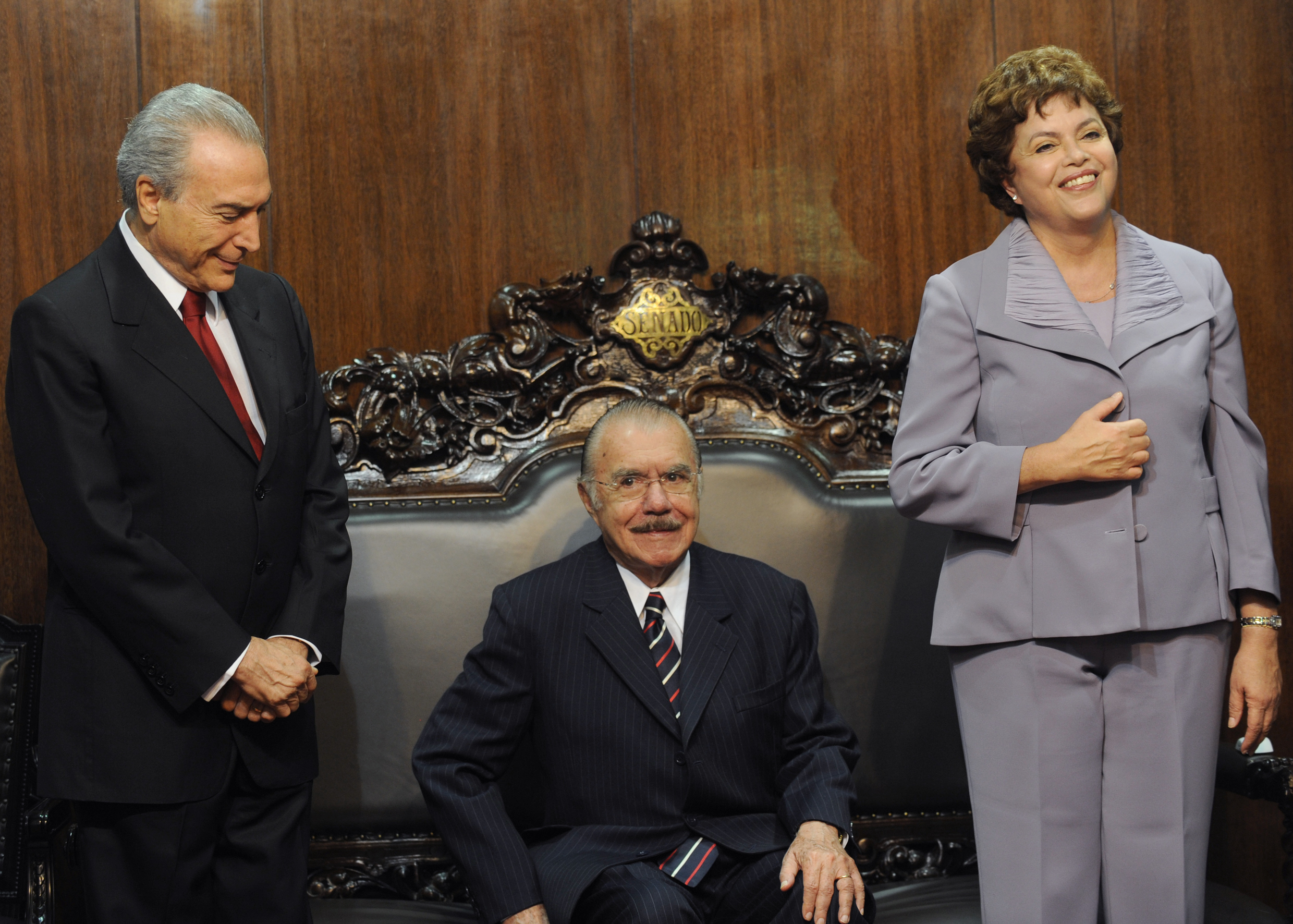
José Sarney avec Michel Temer et Dilma Rousseff (2010).

Pour lutter contre l'hyperinflation qui touche le pays, José Sarney décide de mettre en place un plan économique hétérodoxe, à l'instar d'autres dirigeants latino-américains, comme Raúl Alfonsín en Argentine (1983-1989) ou Alan García au Pérou (1985-1990), souhaitant incarner une alternative aux recommandations des organismes financiers internationaux, comme le FMI, qui préconisent l'adoption de politiques économiques néolibérales. Le plan Sarney inclut, entre autres, le blocage des prix, l'adoption du cruzado, qui remplace le cruzeiro (1 cruzado = 1000 cruzeiros), le gel des taux de change de la nouvelle monnaie. Dans un premier temps, le plan réussit à contenir l'inflation, mais celle-ci repart très vite, car les causes structurelles de l'hyperinflation ne sont pas combattues. Les successeurs de Sarney, à commencer par Fernando Collor de Mello, suivront des politiques néolibérales en accord avec les préconisations des organismes financiers internationaux.

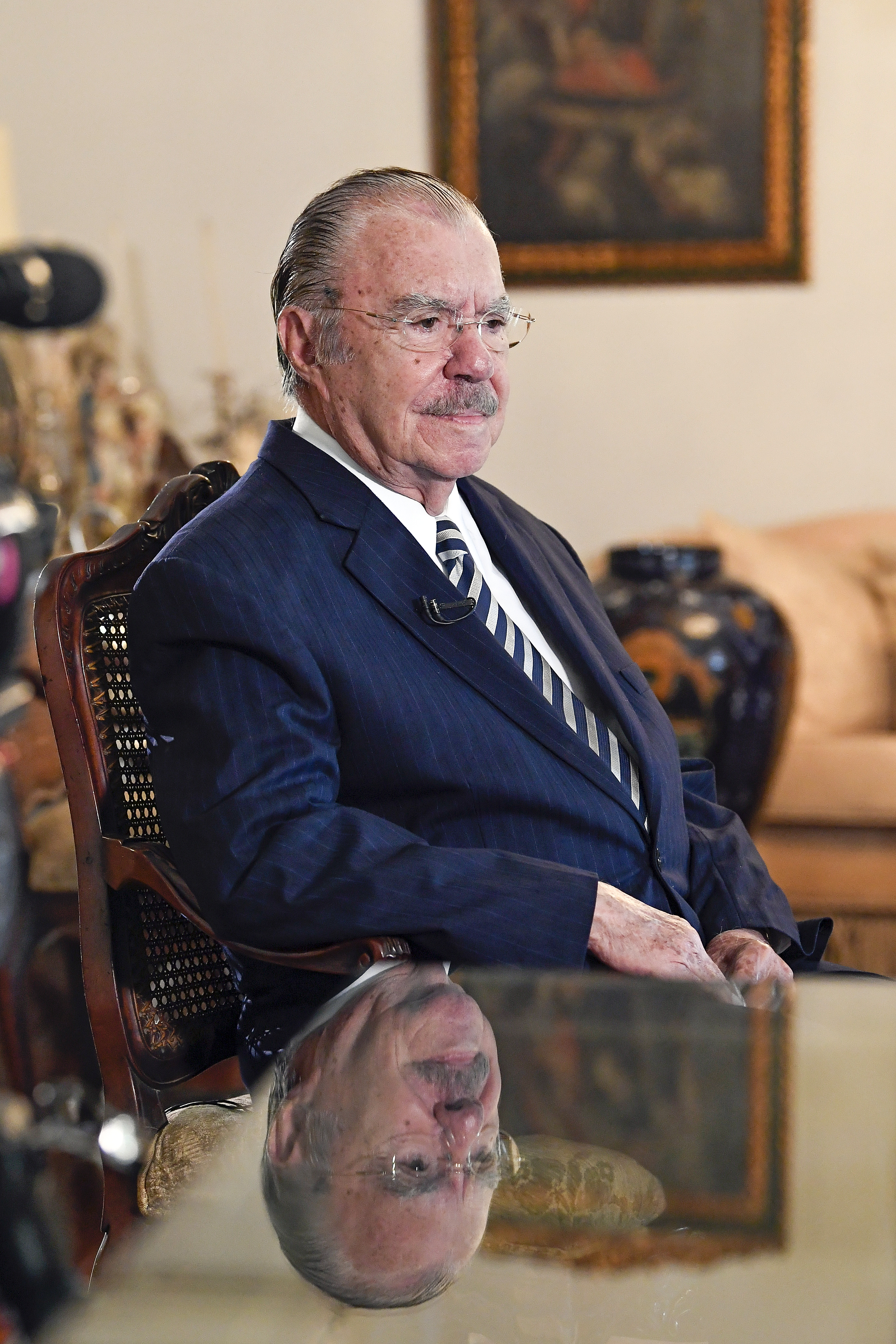
José Sarney en 2020.

Sénateur, il occupe le poste de président du Sénat fédéral de février 2003 à février 2005. Il est également gouverneur du Maranhão, puis à nouveau président du Sénat de février 2009 à février 2013.
Pierre angulaire du PMDB (parti centriste, héritier du MDB, conservateur), José Sarney est une des figures les plus anciennes, mais aussi les plus controversées de la politique brésilienne.
Lui-même et sa famille sont propriétaires d'un réseau de télécommunications (une chaine de télévision, un journal, et plusieurs stations de radio) dans l’État du Maranhão, mis à profit pour soutenir ses ambitions politiques.
En 2016, le procureur général du Brésil réclame la détention à domicile de José Sarney dans le cadre de l'enquête sur le scandale de corruption Petrobras. Il apporte son soutien à Luiz Inácio Lula da Silva au second tour de l’élection présidentielle de 2022.

## Décorations

### Décorations brésiliennes
- Grand collier de l'ordre national de la Croix du Sud.
- Grand-croix de l'ordre de Rio Branco.
- Grand-croix de l'ordre brésilien du Mérite (en).

### Décorations étrangères
- Grand-croix de la Légion d'honneur ( France)
- Médaille du Mérite de l'ordre sacré et militaire constantinien de Saint-Georges ( Italie)
- Grand-croix de l'ordre royal norvégien du Mérite ( Norvège)
- Collier de l'ordre du Soleil ( Pérou)
- Collier de l'ordre de Saint-Jacques-de-l'Épée ( Portugal)
- Grand-croix de l'ordre du Christ ( Portugal)
- Grand-croix de l'ordre de l'Infant Dom Henri ( Portugal)
- Grand-croix de l'ordre de l'Étoile de Roumanie ( Roumanie)

## Publications
Écrivain, il est l'auteur de (en traduction française) :
- Au-delà des fleuves, collection La petite vermillon, Éditions Table Ronde ;
- Capitaine de la mer Océance, Poche, collection La petite vermillon, Éditions Table Ronde ;
- Saraminda, Folio Poche, Éditions Gallimard.